# Selenidera spectabilis
A Selenidera spectabilis a madarak (Aves) osztályának harkályalakúak (Piciformes) rendjébe, ezen belül a tukánfélék (Ramphastidae) családjába tartozó faj.

## Rendszerezése
A fajt John Cassin amerikai ornitológus írta le 1858-ban.

## Előfordulása
Costa Rica, Honduras, Nicaragua, Panama, Ecuador és Kolumbia területén honos. Természetes élőhelyei a szubtrópusi vagy trópusi síkvidéki és hegyi esőerdők. Magassági vonuló.

## Megjelenése
Testhossza  36–38 centiméter, testtömege 175–245 gramm.

## Életmódja
Valószínűleg gyümölcsöket táplálkozik.

## Természetvédelmi helyzete
Az elterjedési területe nagy, egyedszáma viszont csökken, de még nem éri el a kritikus szintet. A Természetvédelmi Világszövetség Vörös listáján nem fenyegetett fajként szerepel.